# Тринадцатый город
«Тринадцатый город» — одна из первых повестей, написанных Сергеем Лукьяненко. Написана, вероятнее всего, в 1986 году. Впервые публиковалась в 1990 году («В королевстве Кирпирляйн», «Молодая гвардия») в 1996 переиздавалась («Отложенное возмездие», «Кранг», Харьков). В 2007 году повесть была переиздана в сборнике ранних рассказов Лукьяненко «Пристань желтых кораблей».

## Сюжет
Землянин Дима терпит аварию на четвёртой планете звезды ЛК-43. Он должен провести на планете два месяца, ожидая прибытия спасателей. Обитатели планеты, внешне неотличимые от людей (и называемые людьми), живут в 12 башнях-городах — замкнутых комплексах, обеспечивающих своё население всем необходимым. Власть в городах принадлежит Дежурным, которые правят жёстко и авторитарно. Официальная идеология — всеобщее равенство и взаимозаменяемость. Официальное обращение — равный. Любые индивидуальные особенности, от рыжих волос до чрезмерного увлечения математикой, объявляются атавизмами, и с ними предписано беспощадно бороться. Особенно опасными атавизмами считаются плач, ненависть, любовь и дружба: они беспощадно искореняются с самого раннего детства. Обитатели городов живут в общежитиях, а дети и подростки обучаются в интернатах, ничего не зная о своих родителях. Место жительства им выбирают Дежурные (часто переводя их из города в город), самовольно же покидать города запрещено. Меню составляет компьютер, и меняться едой запрещено тоже. Профессию обитателям городов также выбирают Дежурные (по официальной версии — по жребию). Всех достигших 60 лет убивают (если они не умерли раньше от каких-либо причин), причём равная продолжительность жизни для всех подаётся как большое достижение. Тотальная и ведущаяся с раннего детства промывка мозгов оказывается эффективной: большинство равных верят в официальную идеологию, а плач, ненависть, любовь и дружба редки. Официально привилегированное положение Дежурных отрицается: считается, что Дежурный — такая же профессия, как любая другая, а власть принадлежит всем. Многие вопросы решаются всеобщим голосованием. Вбитый с детства страх перед Дежурными приводит к тому, что каждый старается проголосовать «правильно». В результате принимаются нужные Дежурным решения, обычно подавляющим большинством голосов или даже единогласно. Тем, кто оказался неизлечимым атавиком или выступил с идеологически неправильными взглядами, объявляется общественное порицание: их память стирается. Так, по крайней мере, заявляют Дежурные.
Некоторые жители живут вне городов: они называются наружники. В городах наружники представляются пожирающими людей мутантами, и этой пропаганде верят даже те, кто сомневается в официальной идеологии. Само слово «наружник» в городах является ругательством. Наружники свободны, но у них свои проблемы. Из-за того, что в прошлом была ядерная война, почти вся поверхность планеты представляет собой непригодную для жизни раскалённую пустыню, местами радиоактивную. Время от времени по территории лагеря проходит смерч, убивающий часть или всех обитателей лагеря наружников. За последние два года количество таких лагерей сократилось с трёх до одного. Наружники не могут обеспечить себя всем необходимым для выживания и вынуждены заниматься мелким грабежом городских складов. Кроме того, у наружников нет или очень мало детей. Чтобы сохраниться как группа, они вынуждены совершать набеги на города и похищать их жителей, в основном подростков. Попав к наружникам, жители городов соглашаются остаться с ними. Однако в таких набегах гибнет больше наружников, чем удаётся похитить равных, поэтому численность наружников сокращается. Кроме того, Дежурные имеют достаточно сил, чтобы полностью уничтожить всех наружников, и могут сделать это в любой момент.
Двое равных, 16-летние Тири и Гэл, дружат с детства. При всех перемещениях они, по невероятной случайности, оказывались вместе. В действительности Гэл — девушка, но подростки не знают о половых различиях. Гэл, кроме Тири, любит Дежурный Рос. Трое наружников, Арчи, Гарт и Форк похищают Тири. В ходе похищения они убивают одного Дежурного. В отместку Дежурные посылают робота, который должен убить налетчиков. Дима уничтожает робота и спасает Арчи и Тири, Форка убивает робот. Сам Дима благодаря подавляющему техническому превосходству землян неуязвим для местного оружия. От наружников Дима узнаёт вышеприведённую информацию. Наружники предлагают Диме присоединиться к их борьбе, но Устав запрещает вмешиваться во внутренние дела внеземных цивилизаций. С другой стороны, без Димы наружники обречены: на Земле дискуссия об оказании помощи планете продлится годы, а им не продержаться столько времени. После долгих колебаний Дима соглашается нарушить Устав, с условием, что он не будет убивать. План наружников — проникнуть в информационный центр и передать во все города записанную на кассету передачу, в которой будет содержаться правда о положении равных. Дима, Арчи, Гарт и Тири действительно проникают в инфоцентр, но Дежурным удаётся почти сразу же выключить передачу. В инфоцентре Тири узнаёт, что Гэл отправлена в секретный Тринадцатый Город, где живут Дежурные. Он подозревает, что девушку для каких-то целей похитили. Дима, Арчи, Гарт и Тири отправляются в Тринадцатый Город, чтобы спасти Гэл и начать переговоры с Дежурными. Тринадцатый Город оказывается красивым и идиллическим местом, представляющем собой домики в лесу (немыслимая роскошь для ЛК-43: леса вообще на планете редки). Существование Тринадцатого Города скрывается от равных.
В ходе поездки на четверых нападает Дежурный и убивает Гарта, после чего Арчи убивает Дежурного.
Попав в Тринадцатый Город, Дима узнаёт, что жизненный уклад является единственно возможным. Небольшой лес, где живут Дежурные, способен вместить полторы тысячи человек, долина, где живут наружники — около пяти тысяч. Других пригодных для жизни мест на поверхности планеты нет. Население городов исчисляется миллионами. Чтобы в условиях скученности избежать кровавых войн и хаоса, Дежурные вынуждены бороться с дружбой (которая привела бы к образованию союзов и партий) и ненавистью, культивируя ровную доброжелательность всех друг к другу. Любовь привела бы к бракам по любви, но из-за многочисленных генетических мутаций (следствие ядерной войны) потомство в основном состояло бы из уродов. Сейчас в городах пары подбираются компьютерами, благодаря чему удаётся спасти население от вымирания. Наружники же просто убивают своих детей-уродов. Убийство всех в 60 лет — результат крайней ограниченности ресурсов, и Дежурные не делают исключения и для себя. Наконец, само назначение в Дежурные происходит по интеллекту.
Что касается наружников, то Дежурные убивают их только в ответ на убийства Дежурных.
От имени Земли Дима обещает помочь жителям планеты ликвидировать последствия ядерной войны. На это уйдёт несколько лет, после чего на планете будет нормальная жизнь. Условием помощи он ставит помилование Арчи. Кроме того, Дима договаривается, что Дежурные не будут проводить никаких операций против наружников, а наружники прекратят набеги с целью похитить равных.
Также Дима узнаёт подоплёку истории с Тири и Гэл. Чтобы узнать, как часто переводить детей и подростков из города в город, Дежурные иногда намеренно делают так, чтобы двое детей всегда оказывались вместе, и проверяют, через какое время между ними возникнет дружба. Для таких контрольных пар всегда берут детей с достаточно высоким интеллектом, чтобы в 16 лет попасть в Дежурные. Такими были и Тири с Гэл. Сейчас Гэл — дежурная и живёт в Тринадцатом Городе.
В это время происходит объяснение Тири с Гэл. Тири по-прежнему любит девушку, но она теперь разделяет идеологию Дежурных и любит не Тири, а Роса. Тири узнаёт, что контрольные пары, попав в Тринадцатый Город, расстаются, и, по словам Гэл, они любили друг друга только потому, что больше им любить было некого.
Настаёт срок Диме вернуться на Землю. Дима знает, что за грубейшие нарушения Устава его выгонят из курсантов, и что из-за него погиб Гарт и неизвестный Дежурный, но не раскаивается в том, что сделал.